# Wolfram H. Knapp
Wolfram H. Knapp (* 9. August 1945 in Tübingen) ist ein deutscher Nuklearmediziner und emeritierter Universitätsprofessor.

## Leben und Wirken
Wolfram H. Knapp legte das Abitur am humanistischen Kurfürst-Friedrich-Gymnasium Heidelberg ab und studierte an der Ruprecht-Karls-Universität Heidelberg Medizin und nebenher Physik bis zum Vordiplom. Seine berufliche Tätigkeit begann an der Kernforschungsanlage Jülich 1971, wo er auch promovierte. Er habilitierte sich am Deutschen Krebsforschungszentrum Heidelberg 1978 nach seiner Ausbildung zum Facharzt für Nuklearmedizin und leitete danach die Arbeitsgruppe klinisch-experimentelle Nuklearmedizin. 1983 wurde er auf eine Professur an der Universität Heidelberg berufen und 1984 als ärztlicher Direktor des Instituts für Nuklearmedizin und Medizinische Informatik des Herz- und Diabeteszentrums Nordrhein-Westfalen, Universitätsklinik der Ruhr-Universität Bochum. 1991 erhielt er einen Ruf auf den Lehrstuhl und das Direktorat der Klinik und Poliklinik für Nuklearmedizin der Universität Leipzig und 1996 auf die entsprechende Position an der Medizinischen Hochschule Hannover, wo er bis zu seiner Emeritierung 2010 wirkte. Die dortige Klinik für Nuklearmedizin galt aufgrund ihrer Größe und Ausstattung als internationales Vorbild.
Knapp legte Anfang der 1980er Jahre das Fundament für die Einführung der Positronen-Emissionstomographie (PET) am Deutschen Krebsforschungszentrum und damit für die Anwendung dieses bis heute wichtigen Diagnoseverfahrens bei Tumoren. Später führte er die ersten PET-Untersuchungen mit Peptiden durch. Daraus haben sich aktuelle Konzepte der Theranostik, der Zusammenführung von molekularer Bildgebung und interner Radiotherapie entwickelt. Experimentelle Studien beschäftigten sich u. a. mit dem möglichen Einsatz kurzlebiger Alphastrahler für die Tumortherapie. Klinisch-wissenschaftliche Schwerpunkte lagen u. a. auf neuen interdisziplinären Behandlungskonzepten des Schilddrüsenkarzinoms.

## Ehrungen und ehrenamtliche Tätigkeiten
Wolfram H. Knapp war von 1998 bis 2002 Prorektor an der Medizinischen Hochschule Hannover und von 2000 bis 2006 Präsident der Deutschen Gesellschaft für Nuklearmedizin. 2006 wurde er zum Präsidenten der European Association of Nuclear Medicine gewählt, ein Amt, das er bis 2010 innehatte. 2015 wurde er für seine Verdienste um die Einführung der Positronenemissionstomographie mit der Ehrenmitgliedschaft der Deutschen Gesellschaft für Nuklearmedizin ausgezeichnet. Außerhalb des eigenen fachlichen Radius hat er seit 1998 als Mitglied und seit 2007 als Vorsitzender des Aufsichtsrats des Universitätsklinikums Leipzig AöR bis 2013 an der Entwicklung der Universitätsmedizin im Freistaat Sachsen gestaltend mitgewirkt. Daneben war er Gründungsmitglied und Vorsitzender des Wissenschaftlichen Beirats des Instituts für Interdisziplinäre Isotopenforschung in Leipzig (IIF) 1999 bis 2007. Er ist seit 1998 Mitglied und seit 2016 Senator der Nationalen Akademie der Wissenschaften Leopoldina. 2009 wurde er zum ordentlichen Mitglied der European Academy of Sciences and Arts ernannt.
Ethik und Transparenz im Zusammenhang mit wissenschaftsbasierten Empfehlungen für die Öffentlichkeit standen im Mittelpunkt seiner Tätigkeiten nach der Emeritierung. Er hat 2014 das Ethics Committee der European Association of Nuclear Medicine begründet  und 2017 den Ausschuss Ethik der Deutschen Gesellschaft für Nuklearmedizin.
Wolfram H. Knapp engagiert sich für die Förderung der Künste, insbesondere der Musik. Er begründete 2001 als erster Stifter die „Stiftung Chorherren zu St. Thomae“ zur Förderung des Bachfests und des Forum Thomanum Leipzig. 2024 errichtete er die „Stiftung Wolfram H. Knapp zur Förderung junger Pianisten“.

## Schriften und Herausgeberschaften (Auswahl)
- Current Topics in Tumor Cell Physiology and Positron-Emission Tomography (mit Karel Vyska), Springer-Verlag 1984, ISBN 3-540-13007-1
- Nuklearmedizin (mit U. Büll et al.), Georg Thieme Verlag 1999, ISBN 3-13-118503-1
- Strahlenforschung in der Medizin – Relevanz und Perspektiven (mit K.-J. Wolf und T. Herrmann), Nova Acta Leopoldina Nr. 406, Band 121, 2016, ISBN 978-3-8047-3512-5